# Associazione Sportiva Pro Piacenza 1919 2015-2016
Questa voce raccoglie le informazioni riguardanti l'Associazione Sportiva Pro Piacenza 1919 nelle competizioni ufficiali della stagione 2015-2016.

## Divise e sponsor
Lo sponsor tecnico per la stagione 2015-2016 è Erreà. Il main sponsor è Alpha mentre il co-sponsor (dietro in basso, sotto il numero) è Tacchini Carburanti.
| Casa | Trasferta | Terza divisa | Precampionato | Giovanili |

## Organigramma societario
Area direttiva
- Presidente: Domenico Scorsetti
- Vicepresidente: Pietro Tacchini
- Consigliere: Andrea Burzoni
- Consigliere: Angelo Gardella
- Consigliere: Enrico Molinari
- Consigliere: Riccardo Francani
- Responsabile amministrativo: Giusy Spiaggi
- Vice delegato sicurezza: Luigi Bosco
- Supporter Lieson Officer Mario Di Nunzio

Area organizzativa
- Segretario generale e delegato sicurezza: Giovanni Manzani
- Segretario sportivo e Team manager: Paolo Porcari

Area marketing
- Direttore  e responsabile marketing: Roberto Tagliaferri

Area tecnica
- William Viali: Allenatore
- Stefano Parmigiani: Allenatore in seconda
- Simone Sabbadin: Preparatore atletico
- Emilio Tonoli: Allenatore dei portieri
- Andrea Laterza: Preparatore atletico infortunati
- Piero Guardino: Magazziniere

## Rosa
| N. |                    | Ruolo | Calciatore                |
| -- | ------------------ | ----- | ------------------------- |
|    | Italia (bandiera)  | P     | Riccardo Bertozzi         |
|    | Italia (bandiera)  | P     | Ermanno Fumagalli         |
|    | Italia (bandiera)  | P     | Leonardo Spadi            |
|    | Italia (bandiera)  | D     | Francesco Bini (capitano) |
|    | Italia (bandiera)  | D     | Andrea Calandra           |
|    | Italia (bandiera)  | D     | Denny Cardin              |
|    | Italia (bandiera)  | D     | Cristian Cauz             |
|    | Ghana (bandiera)   | D     | Gelucson Gomis Kalagna    |
|    | Italia (bandiera)  | D     | Luca Piana                |
|    | Italia (bandiera)  | D     | Daniele Rieti             |
|    | Italia (bandiera)  | D     | Luca Ruffini              |
|    | Senegal (bandiera) | D     | Dembel Sall               |
|    | Spagna (bandiera)  | C     | Jonathan Aspas            |
|    | Italia (bandiera)  | C     | Gianluca Barba            |

| N. |                            | Ruolo | Calciatore         |
| -- | -------------------------- | ----- | ------------------ |
|    | Italia (bandiera)          | C     | Enrico Bignotti    |
|    | Italia (bandiera)          | C     | Davide Carrus      |
|    | Italia (bandiera)          | C     | Marvin Maietti     |
|    | Italia (bandiera)          | C     | Salvatore Russo    |
|    | Italia (bandiera)          | C     | Giorgio Schiavini  |
|    | Italia (bandiera)          | A     | Danilo Alessandro  |
|    | Italia (bandiera)          | A     | Giovanni Annarumma |
|    | Italia (bandiera)          | A     | Fabio Cassani      |
|    | Italia (bandiera)          | A     | Fabio Cristofoli   |
|    | Rep. Dominicana (bandiera) | A     | Geremy Lombardi    |
|    | Argentina (bandiera)       | A     | Gonzalo Martínez   |
|    | Italia (bandiera)          | A     | Luca Orlando       |
|    | Francia (bandiera)         | A     | Julien Rantier     |
|    | Italia (bandiera)          | A     | David Speziale     |

## Calciomercato

### Sessione estiva(dall'1/7 al 31/8)
| Acquisti | Acquisti          | Acquisti             | Acquisti      |
| R.       | Nome              | da                   | Modalità      |
| -------- | ----------------- | -------------------- | ------------- |
| P        | Riccardo Bertozzi | Parma                | svincolato    |
| P        | Ermanno Fumagalli | Casertana            | definitivo    |
| D        | Andrea Calandra   | Castiglione          | definitivo    |
| D        | Cristian Cauz     | Spezia               | prestito      |
| D        | Luca Piana        | Sampdoria            | prestito      |
| C        | Jonathan Aspas    | Racing Ferrol        | svincolato    |
| C        | Gianluca Barba    | Pescara              | prestito      |
| C        | Davide Carrus     | Casertana            | definitivo    |
| C        | Marvin Maietti    | AlbinoLeffe          | svincolato    |
| C        | Luca Ruffini      | Parma                | svincolato    |
| C        | Salvatore Russo   | Spezia               | definitivo    |
| A        | Danilo Alessandro | Casertana            | prestito      |
| A        | Enrico Bignotti   | Castiglione          | definitivo    |
| A        | Fabio Cassani     | Tortona Villalvernia | definitivo    |
| A        | Fabio Cristofoli  | Castiglione          | definitivo    |
| A        | Geremy Lombardi   | Inter                | prestito      |
| A        | Gonzalo Martínez  | Parma                | svincolato    |
| A        | Giuseppe Pasaro   | Formigine            | fine prestito |
| A        | Julien Rantier    | Alessandria          | svincolato    |

| Cessioni | Cessioni              | Cessioni            | Cessioni      |
| R.       | Nome                  | a                   | Modalità      |
| -------- | --------------------- | ------------------- | ------------- |
| P        | Enrico Alfonso        | Cittadella          | svincolato    |
| P        | Matteo Iali           | Torres              | svincolato    |
| D        | Gino Ballarini        | Verona              | fine prestito |
| D        | Alessandro Castellana | Reggiana            | definitivo    |
| D        | Stefano Ignico        | Torino              | fine prestito |
| D        | Christopher Petrini   |                     | svincolato    |
| D        | Ansoumana Sané        | Chievo              | fine prestito |
| D        | Jacopo Silva          | Piacenza            | definitivo    |
| C        | Michael Bacher        |                     | svincolato    |
| C        | Gianluca Barba        | Atalanta            | fine prestito |
| C        | Andrea Corduri        |                     | svincolato    |
| C        | Lorenzo Marmiroli     | Virtus Castelfranco | svincolato    |
| C        | Luca Matteassi        | Piacenza            | definitivo    |
| C        | Gaetano Porcino       | Piacenza            | svincolato    |
| A        | Luca Caboni           |                     | svincolato    |
| A        | Marco Giovio          |                     | svincolato    |
| A        | Daniele Mascolo       | Cremonese           | fine prestito |
| A        | Diego Mella           | Inter               | fine prestito |
| A        | Giuseppe Pasaro       | Fidentina           | definitivo    |
| A        | David Speziale        | Verona              | fine prestito |

### Sessione invernale(dal 04/01 all'1/02)
| Acquisti | Acquisti               | Acquisti          | Acquisti   |
| R.       | Nome                   | da                | Modalità   |
| -------- | ---------------------- | ----------------- | ---------- |
| D        | Denny Cardin           |                   | svincolato |
| D        | Kalagna Gelucson Gomis | Cremonese         | prestito   |
| A        | Luca Orlando           | Ischia Isolaverde | definitivo |
| A        | David Speziale         | Verona            | prestito   |

| Cessioni | Cessioni         | Cessioni | Cessioni      |
| R.       | Nome             | a        | Modalità      |
| -------- | ---------------- | -------- | ------------- |
| D        | Cristian Cauz    | Spezia   | fine prestito |
| C        | Salvatore Russo  | Spezia   | fine prestito |
| A        | Fabio Cristofoli | Cuneo    | definitivo    |
| A        | Geremy Lombardi  | Inter    | fine prestito |

## Risultati

### Lega Pro

#### Girone d'andata
| Arbitro: | Sozza (Seregno) |

|                       |           |              |
| Alessandro 79’ (rig.) | Marcatori | 9’ Pederzoli |

| Arbitro: | Guarino (Caltanissetta) |

|                          |           |  |
| Fabiano 56’ Petrilli 64’ | Marcatori |  |

| Arbitro: | Lacagnina (Caltanissetta) |

|                |           |             |
| Cristofoli 14’ | Marcatori | 7’ Bruccini |

| Arbitro: | Marchetti (Ostia) |

|             |           |               |
| Litteri 50’ | Marcatori | 6’ Cristofoli |

| Arbitro: | Zanonato (Vicenza) |

|             |           |                         |
| Bruno 90+6’ | Marcatori | 52’ Rantier 90’ Ruffini |

| Arbitro: | Sassoli (Arezzo) |

|  |           |                                     |
|  | Marcatori | 25’, 71’ Bocalon 42’, 44’ Boniperti |

| Arbitro: | Guida (Salerno) |

|                                                    |           |  |
| Siniscalchi 60’ Bellazzini 71’ Cesarini 83’ (aut.) | Marcatori |  |

| Piacenza 25 ottobre 2015, ore 20:30 CEST 8ª giornata | Pro Piacenza   | 0 – 0 referto | Feralpisalò | Stadio Leonardo Garilli (899 spett.)\| Arbitro: \| Bertani (Pisa) \| |
| Arbitro:                                             | Bertani (Pisa) |               |             |                                                                      |

| Arbitro: | Marchetti (Ostia) |

|  |           |             |
|  | Marcatori | 56’ Rantier |

| Arbitro: | Zingarelli (Siena) |

|  |           |              |
|  | Marcatori | 68’ Maiorino |

| Arbitro: | Nicoletti (Catanzaro) |

|  |           |                              |
|  | Marcatori | 45’ Rantier 90+5’ Cristofoli |

| Piacenza 21 novembre 2015, ore 15:00 CET 12ª giornata | Pro Piacenza        | 0 – 0 referto | AlbinoLeffe | Stadio Leonardo Garilli (399 spett.)\| Arbitro: \| De Remigis (Teramo) \| |
| Arbitro:                                              | De Remigis (Teramo) |               |             |                                                                           |

| Arbitro: | Marinelli (Tivoli) |

|          |           |                     |
| Bini 81’ | Marcatori | 63’ (rig.) Iocolano |

| Arbitro: | Annaloro (Collegno) |

|  |           |                    |
|  | Marcatori | 56’ Barba 62’ Sall |

| Piacenza 13 dicembre 2015, ore 15:00 CET 15ª giornata | Pro Piacenza        | 0 – 0 referto | Mantova | Stadio Leonardo Garilli (466 spett.)\| Arbitro: \| Vesprini (Macerata) \| |
| Arbitro:                                              | Vesprini (Macerata) |               |         |                                                                           |

| Arbitro: | Curti (Milano) |

|                        |           |             |
| Kirilov 39’ Tait 90+2’ | Marcatori | 26’ Rantier |

| Arbitro: | Boggi (Salerno) |

|             |           |  |
| Rantier 57’ | Marcatori |  |

#### Girone di ritorno
| Arbitro: | Spinelli (Terni) |

|               |           |  |
| Finocchio 58’ | Marcatori |  |

| Arbitro: | Pasciuta (Agrigento) |

|             |           |                |
| Rantier 77’ | Marcatori | 90+3’ Petrilli |

| Arbitro: | Bichisecchi (Livorno) |

|                                         |           |  |
| Siega 35’ Nolé 85’ Arma 87’, 90’ (rig.) | Marcatori |  |

| Arbitro: | Mancini (Fermo) |

|             |           |                            |
| Orlando 28’ | Marcatori | 32’ Jallow 75’ Cappelletti |

| Arbitro: | Di Gioia (Nola) |

|          |           |             |
| Bini 28’ | Marcatori | 4’ Cogliati |

| Arbitro: | Panarese (Lecce) |

|                   |           |           |
| Vitofrancesco 31’ | Marcatori | 76’ Barba |

| Arbitro: | Schirru (Nichelino) |

|             |           |                           |
| Orlando 42’ | Marcatori | 31’ Ferretti 81’ Cesarini |

| Arbitro: | Proietti (Terni) |

|             |           |                  |
| Tortori 67’ | Marcatori | 90+1’ Alessandro |

| Arbitro: | Sassoli (Arezzo) |

|                |           |             |
| Alessandro 29’ | Marcatori | 41’ Montini |

| Arbitro: | Camplone (Pescara) |

|               |           |  |
| Brighenti 39’ | Marcatori |  |

| Arbitro: | Di Ruberto (Nocera Inferiore) |

|          |           |              |
| Sall 80’ | Marcatori | 41’ Beltrame |

| Arbitro: | Vesprini (Macerata) |

|  |           |                                  |
|  | Marcatori | 5’, 65’ Barba 23’, 90+1’ Rantier |

| Arbitro: | Mastrodonato (Molfetta) |

|          |           |                          |
| Davì 74’ | Marcatori | 13’, 61’, 90+3’ Speziale |

| Piacenza 16 aprile 2016, ore 17:30 CEST 31ª giornata | Pro Piacenza | 0 – 0 referto | Renate | Stadio Leonardo Garilli (569 spett.)\| Arbitro: \| Giua (Pisa) \| |
| Arbitro:                                             | Giua (Pisa)  |               |        |                                                                   |

| Arbitro: | Luciano (Lamezia Terme) |

|                   |           |  |
| Marchi 89’ (rig.) | Marcatori |  |

| Arbitro: | Pillitteri (Palermo) |

|                         |           |  |
| Carrus 34’ Speziale 81’ | Marcatori |  |

| Lumezzane 8 maggio 2016, ore 15:00 CEST 34ª giornata | Lumezzane          | 0 – 0 referto | Pro Piacenza | Stadio Tullio Saleri (600 spett.)\| Arbitro: \| Zanonato (Vicenza) \| |
| Arbitro:                                             | Zanonato (Vicenza) |               |              |                                                                       |

#### Play-out
| Arbitro: | Paolini (Ascoli Piceno) |

|  |           |                 |
|  | Marcatori | 45+1’ Schiavini |

| Arbitro: | Giovani (Grosseto) |

|                         |           |             |
| Schiavini 23’ Barba 89’ | Marcatori | 71’ Pesenti |

### Coppa Italia Lega Pro

#### Fase a gironi
| Squadra      | P.ti | G | V | N | P | GF | GS | DR |
| ------------ | ---- | - | - | - | - | -- | -- | -- |
| Pro Piacenza | 4    | 2 | 1 | 1 | 0 | 3  | 2  | +1 |
| Lumezzane    | 4    | 2 | 1 | 1 | 0 | 2  | 1  | +1 |
| Renate       | 0    | 2 | 0 | 0 | 2 | 1  | 3  | -2 |

| Arbitro: | Provesi (Treviglio) |

|                          |           |            |
| Cristofoli 8’ Bini 90+3’ | Marcatori | 63’ Iovine |

| Arbitro: | Detta (Mantova) |

|           |           |                |
| Sarao 29’ | Marcatori | 61’ Alessandro |

#### Fase a eliminazione diretta
| Arbitro: | Guccini (Albano Laziale) |

|                                                     |           |                          |
| Voltan 36’ Falzerano 90+2’ Gargiulo 93’ Zanella 98’ | Marcatori | 24’ Cauz 90+3’ Schiavini |

## Statistiche

### Statistiche di squadra
| Competizione          | Punti | In casa | In casa | In casa | In casa | In casa | In casa | In trasferta | In trasferta | In trasferta | In trasferta | In trasferta | In trasferta | Totale | Totale | Totale | Totale | Totale | Totale | DR |
| Competizione          | Punti | G       | V       | N       | P       | Gf      | Gs      | G            | V            | N            | P            | Gf           | Gs           | G      | V      | N      | P      | Gf     | Gs     | DR |
| --------------------- | ----- | ------- | ------- | ------- | ------- | ------- | ------- | ------------ | ------------ | ------------ | ------------ | ------------ | ------------ | ------ | ------ | ------ | ------ | ------ | ------ | -- |
| Lega Pro              | 39    | 17      | 2       | 11      | 4       | 12      | 16      | 17           | 6            | 4            | 7            | 18           | 19           | 34     | 8      | 15     | 11     | 30     | 35     | -5 |
| Play-out              | -     | 1       | 1       | 0       | 0       | 2       | 1       | 1            | 1            | 0            | 0            | 1            | 0            | 2      | 2      | 0      | 0      | 3      | 1      | +2 |
| Coppa Italia Lega Pro | -     | 1       | 1       | 0       | 0       | 2       | 1       | 2            | 0            | 1            | 1            | 3            | 5            | 3      | 1      | 1      | 1      | 5      | 6      | -1 |
| Totale                | -     | 19      | 4       | 1       | 4       | 16      | 18      | 20           | 7            | 5            | 8            | 22           | 24           | 39     | 11     | 16     | 12     | 38     | 42     | -4 |

### Andamento in campionato
| Giornata  | 1  | 2  | 3  | 4  | 5  | 6  | 7  | 8  | 9  | 10 | 11 | 12 | 13 | 14 | 15 | 16 | 17 | 18 | 19 | 20 | 21 | 22 | 23 | 24 | 25 | 26 | 27 | 28 | 29 | 30 | 31 | 32 | 33 | 34 |
| --------- | -- | -- | -- | -- | -- | -- | -- | -- | -- | -- | -- | -- | -- | -- | -- | -- | -- | -- | -- | -- | -- | -- | -- | -- | -- | -- | -- | -- | -- | -- | -- | -- | -- | -- |
| Luogo     | C  | T  | C  | T  | T  | C  | T  | C  | T  | C  | T  | C  | C  | T  | C  | T  | C  | T  | C  | T  | C  | C  | T  | C  | T  | C  | T  | C  | T  | T  | C  | T  | C  | T  |
| Risultato | N  | P  | N  | N  | V  | P  | P  | N  | V  | P  | V  | N  | N  | V  | N  | P  | V  | P  | N  | P  | P  | N  | N  | P  | N  | N  | P  | N  | V  | V  | N  | P  | V  | N  |
| Posizione | 11 | 13 | 14 | 15 | 13 | 13 | 15 | 15 | 14 | 15 | 12 | 13 | 13 | 12 | 12 | 14 | 12 | 13 | 12 | 13 | 13 | 13 | 12 | 14 | 14 | 15 | 15 | 15 | 14 | 14 | 13 | 14 | 14 | 14 |

Legenda:

Luogo: C = Casa; T = Trasferta. Risultato: V = Vittoria; N = Pareggio; P = Sconfitta.